# Кэтлоу
«Кэтлоу» (англ. Catlow) — американско-британский кинофильм 1971 года, основанный на одноимённом романе-вестерне 1963 года, написанном Луисом Ламуром.

## Сюжет
Главный герой фильма, Кэтлоу, является известным грабителем, который всегда найдёт способ, как легко добыть деньги. Из-за этого таланта ему многие завидуют, и его многие ненавидят, особенно те, кого он обманул: скотоводы и землевладельцы, местные индейцы, мексиканская армия, бывшая любовница и несколько ребят из его банды. Несмотря на все угрозы и предупреждения, Кэтлоу отваживается пойти на самое крупное дело своей жизни — ограбление дилижанса с золотом Конфедерации, переправленным в Мексику и захваченным местными властями. В погоню за ним через границу отправляются самые опасные его враги: его бывший друг маршал США Коуэн и жестокий охотник за головами Миллер. На пути у банды и её преследователей постоянно встают мексиканские военные и индейцы-апачи.

## Факты
Леонард Нимой упоминал об этом фильме в обоих своих автобиографиях, потому что именно этот фильм дал ему шанс «покончить» с его ролью Спока из сериала «Звёздный путь». Он упоминал, что время, когда он снимался в фильме, было одним из самых счастливых в его жизни, и ему даже жалко, что этого времени было так мало.

## В ролях
- Юл Бриннер — Кэтлоу
- Ричард Кренна — Коуэн
- Леонард Нимой — Миллер
- Далия Лави — Розита